# Do You Love Me
Do You Love Me är en låt komponerad av Berry Gordy Jr. som spelades in av The Contours 1962. Gordy Jr. som var grundare och ägare till skivbolaget Motown hade först tänkt att The Temptations skulle få spela in låten, men när han för tillfället inte kunde hitta dem gav han The Contours chansen istället. Singeln blev gruppens största och kändaste hit och kom att nå plats 3 på amerikanska Billboardlistan. Texten handlar om en man som blivit avvisad av en kvinna för att han inte kan dansa, men som nu ska bevisa att han lärt sig det. Den refererar till populära 1960-talsdanser som twist och "mashed potato". Efter att låten togs med i filmen Dirty Dancing 1987 blev den åter populär.
I Europa kom låten istället att bli en hit för den brittiska gruppen Brian Poole & The Tremeloes 1963. Även The Dave Clark Five spelade in låten samma år och fick en mindre hit med den. 1984 listnoterades en cover av Andy Fraser, tidigare medlem i Free, på Billboardlistan och toppade på plats 82.

## Listplaceringar, The Contours
| Lista (1962) | Position              |
| ------------ | --------------------- |
| Kanada       | 2 (CHUM Hit Parade)   |
| USA          | 3 (Billboard Hot 100) |

## Listplaceringar, Brian Poole & The Tremeloes
| Lista (1963-1964) | Position             |
| ----------------- | -------------------- |
| Danmark           | 5 (DR "Top 20")      |
| Finland           | 12                   |
| Irland            | 1                    |
| Norge             | 5 (VG-lista)         |
| Nya Zeeland       | 1 (Lever Hit Parade) |
| Storbritannien    | 1 (UK Albums Chart)  |
| Sverige           | 6 (Kvällstoppen)     |
| Sverige           | 5 (Tio i topp)       |

## Listplaceringar, The Dave Clark Five
| Lista (1963-1964) | Position               |
| ----------------- | ---------------------- |
| Kanada            | 6 (CHUM Hit Parade)    |
| Storbritannien    | 30 (UK Albums Chart)   |
| USA               | 11 (Billboard Hot 100) |